# Paramesochra longicaudata
Paramesochra longicaudata är en kräftdjursart som beskrevs av Nicholls 1945. Paramesochra longicaudata ingår i släktet Paramesochra och familjen Paramesochridae. Inga underarter finns listade i Catalogue of Life.